# Over The Rainbow (ラジオ番組)
Over The Rainbow （オーバーザレインボー）は、広島エフエム放送が放送しているお昼のラジオ番組。通称：オバレボ、一部地元では：オバレ

## 番組概要
2004年4月1日～2006年3月30日
- 池田桂子をメインパーソナリティとした｢池田桂子のOver The Rainbow」としてスタート。前の番組PARTINA GOGO!に代わってスタート。池田はこの番組の月・火を担当していた。当時は3時間番組だった。
- ジェネレーションギャップを楽しむというコンセプトで始まった。その通り、メインパーソナリティのお相手は50代のおじ様である。余談だが、初代パーソナリティーの池田は単独でのパーソナリティーより、誰かと一緒に話しながら番組を進めていく形が多かった。
- タイトルのOver The Rainbowは当時14時スタートということで、14時に始まること（当時。つまり〝2時〟と〝虹〟をかけている）を意味している（HFMマンスリーペーパーでそれらしきことが触れられている）。交通情報・ニュース・生活情報を中心に構成されていて、喋りとリクエストなどの音楽をバランスよく組み合わせている。HFMではこの番組とスタイルが似ている番組として-WEEKLY PARTY- 週末オトナ計画（2006年3月で終了）が挙げられる。
- 放送開始当初は水・木曜日は南田・池田の発言をつっこむ意味で汽笛の効果音が使われていた。
- 普段はHFM第一スタジオからの生放送だが、お正月スペシャルや祝日のスペシャルなどと題し、紙屋町シャレオiスタジオから公開生放送が行われることもある。一度だけ、モデルルームからの公開生放送をしたこともある。
- 2005年4月から2時台の交通情報とラジオショッピングの時間帯が入れ替わった。ワンヴィレポートは月～木から、火・木となり、両日とも中山博美がレポートを担当。
- 2005年10月にリニューアル。一部のコーナーがリニューアルされた。
- 2006年3月28日の放送をもって月･火担当の大西たけしが卒業。卒業後も、池田桂子のOver The Rainbowの最終回にも登場したり、結婚式にも出席している。

2006年4月3日～2007年3月29日
- 番組開始が13時となり、4時間番組となる。
- 大西の後任として月･火曜日パーソナリティは石澤良一が登場。
- 番組のオリジナル企画をすることもある。We Can Make MUSIC!キャンペーン、オバレボひろしまVizカルタ、オバレボオリジナルお弁当プロジェクトなどがある。オリジナルお弁当プロジェクトで提案された「オバレボール」と「オバレボックス」が2006年8月31日までの期間限定でほっかほっか亭より発売された。2006年9月からはオバレボオリジナルお弁当プロジェクト2がスタート。2006年10月26日から2006年12月までの期間限定でオバレボ七色御膳が販売された。2007年5月31日にお弁当プロジェクト3として、『オバレボえびさん弁当』が発売された。
- マンスリーペーパーによると週末オトナ計画のパーソナリティだった屋形英貴がこの番組のミュージックディレクターを担当している。また、池田や、水･木担当の中川も選曲を担当している
- メッセージ紹介のときに一つのメッセージ毎に『ありがとうございます』といっている。南田は基本的に『いらっしゃい』と言っている。
- 2007年2月14日の冒頭で南田のことを間違えて「石澤さん」（月・火のパーソナリティ）と発言した。池田は番組内で日付を間違えたりすることも多い。
- 2007年3月いっぱいでメインパーソナリティだった池田桂子（元広島エフエム放送アナウンサー）が退職に伴い番組を卒業。なお、池田は結婚するため退社したようで、他県に移り住むことを最終回の放送の中で触れている。今後ラジオDJとして活動するかは不明。

2007年4月2日～2008年3月31日
- 池田の退職に伴い、現行のタイトルOver The Rainbowとなる。
- 池田の後任には月･火が徳永真紀、水･木が中川真由美となる。これまでメインパーソナリティは1週間通しで担当していたが、週の前半･後半で変わることになった。
- 池田が4月25日に入籍。入籍したことを南田洋にメールで報告し、それを南田が番組内で発表した。ちなみに同日は南田の誕生日で、長くコンビを組んだ二人は「結婚記念日」と「誕生日」の記念日が偶然にも一致した。
- 2007年6月に池田の結婚式が行われ、コンビを組んだ南田、石澤はもちろん、石澤の前任の大西たけしも出席。スタッフも出席したようだ。
- 石澤と南田は放送中によくオヤジギャグをいう。徳永と中川はオヤジギャグを理解できずにスルーしたり、冷たい空気で対応したりし、石澤と南田を困らせている。
- 南田は番組中に、放送コードスレスレの下ネタを言う事が多い。ほとんどの場合、中川にスルーされるか、叱られている。
- 15時台のバースデーコールの中で、安産祈願を頼まれる事が多い。石澤はギターを片手に安産祈願の唄を歌い、南田は南田大明神に化し、非常に怪しげな安産祈祷を行う。
- 石澤は、生演奏のコーナーを持っていて、毎週マニアックにセレクトしたナンバーを弾き語りしている。

2008年4月1日～2009年9月30日
- 番組改編に伴い放送時間が3時間半に短縮。
- パーソナリティはこれまで通りのメンバーだが、スタッフの変更があったとラジオで触れている。
- 所々、パーソナリティに突っ込みを入れるため「ビシッ」という効果音が流れる。特に、南田・石澤に対するのが多い。かつて、池田桂子のOver The Rainbow時代は、水・木曜日に限り、汽笛の効果音が使われていた。
- 2009年9月末をもって、番組開始時から5年半パーソナリティを勤めた水・木担当の南田と、4時間番組となってからパーソナリティを3年半勤めた月・火担当の石澤が卒業することが発表された。10月からは女性パーソナリティが単独で進める模様で、番組開始時からのコンセプトが無くなってしまう。
- 石澤の最終出演日である9月29日は、石澤が経営するライブハウス「ライヴ楽座」からのリポートのほか、リスナーからのリクエストでもあるギター生演奏、ラストナンバーは月毎のエンディングに代わり、吉田拓郎の曲が流れ、最後は、8時だよ全員集合のエンディングに倣ったフレーズで番組を終了した。なお、ラストナンバーは歴代ディレクターが石澤の最後にふさわしい曲は何かと徳永が尋ねたところ、全員がこの曲を選んだという。
- 南田の最終出演日である9月30日は、オバレボフードクリップのコーナーで共演した方やその方々からの差し入れなどが続々と登場。途中、初代パーソナリティ池田桂子からの手紙や、南田の奥様からの手紙が紹介され、本人は知らず驚いていたようである。また、番組が始まって初めて、間違えて流す予定にはない曲が流れてしまった。この時、南田はこの日のディレクターが「ミラクル★ガールズUP!!」のDJでもある山口雅美であることを言っている。最後は、5年半を振り返った思い出話や徳永・中川へのアドバイス・エールを送り、奥田民生・井上陽水の「ありがとう」をラストナンバーで流し、多くのスタッフの拍手に包まれて終了した。

2009年10月1日〜2011年9月29日
- 放送時間が13：30~16：00に短縮された。
- リニューアルに伴い、ホームページもリニューアルし、コンセプトも「広島の頑張っている全ての人に送る応援プログラム」となった。
- オープニングジングルの最初に、"Maki Tokunaga"(月･火)、"Mayumi Nakagawa"(水･木)とパーソナリティの名前がコールされるようになった。
- 2009年10月1日の放送は、徳永・中川の2人で番組を進行。10月4日より、単独で番組を進行した。
- 毎時30分に放送するヘッドラインニュースはこれまで、パーソナリティが読んでいたが、（時期は不明だが）、別のHFMのアナウンサーが読むようになった

2011年10月3日〜2014年3月31日
- 放送時間が13：30~16：39に拡大された。

## 出演者

### パーソナリティ
| 期間          | 期間          | 月曜日・火曜日      | 水曜日・木曜日    |
| ------------- | ------------- | ------------------- | ----------------- |
| 2004年4月1日  | 2006年3月30日 | 池田桂子 大西たけし | 池田桂子 南田洋   |
| 2006年4月3日  | 2007年3月29日 | 池田桂子 石澤良一   | 池田桂子 南田洋   |
| 2007年4月2日  | 2009年9月30日 | 徳永真紀 石澤良一   | 中川真由美 南田洋 |
| 2009年10月1日 | 2014年3月31日 | 徳永真紀            | 中川真由美        |

### 代理で登場したパーソナリティ
2004年4月1日～2007年3月29日
- 中川真由美（広島エフエム放送アナウンサー、現：水･木メインパーソナリティ）
- 柴田直子（広島エフエム放送アナウンサー、『メディカルQ』のコーナー担当）
- 臼井美貴（MORNING ALIVE月・水・金のDJ）
- 桑原千恵（元FM徳島アナウンサー）
- 徳永真紀（現：月・火メインパーソナリティ）

上記は、初代パーソナリティ池田の代理で登場した。
南田が休暇の際は、月･火の石澤（2006年3月までは石澤の前任だった大西たけし）、石澤が休暇の際は水･木南田が登場する（ただし、石澤はこれまで休暇をとったことはないと思われる）。
2007年4月2日～2014年3月31日
- 2007年9月10日・11日 ･･･中川真由美（徳永が新婚旅行の為）『中川真由美のOver The Rainbow』
- 2007年10月24日、25日 ･･･石澤良一（南田洋不在の為）『石澤良一のOver The Rainbow』
- 2007年11月1日、2日 ･･･徳永真紀（中川が休暇の為）『徳永真紀のOver The Rainbow』
- 2008年9月17日、18日 ･･･石澤良一（南田が休暇の為）『石澤良一のOver The Rainbow』
- 2007年10月13日、14日 ･･･中川真由美（徳永が休暇の為）『中川真由美のOver The Rainbow』
- 2008年10月29日…笹原綾乃（中川が休暇のため）
- 2008年10月30日…山口雅美（同上）

週の前半（もしくは後半）のパーソナリティが代理をすることが多い。この際は1週間通しの出演となる。その際は代打パーソナリティが自分の名前を冠にしている。（例:○○（名前）のOver The Rainbow）。その他、HFMのパーソナリティ（アナウンサー）や当番組のコーナー担当者が代理をすることもある。

### ワンヴィレポーター
2004年4月1日～2005年3月31日
倉本桜子（月・火）
中山博美（水・木）
2005年4月4日～2007年3月29日
中山博美
2007年4月2日～2014年3月31日
檜垣直子

### メディカルQインタビュアー
2004年4月1日～2008年7月31日
柴田直子（広島エフエム放送アナウンサー）
2008年8月4日～2009年9月30日
笹原綾乃（広島エフエム放送アナウンサー）
2009年10月1日～2014年3月31日
濱野 歩（広島エフエム放送アナウンサー）

## 放送時間の変遷
- 2004年4月1日～2004年9月30日 14:00～17:00
- 2004年10月4日～2005年3月31日 14:00～16:55
- 2005年4月4日～2006年2月28日 14:00～17:00
- 2006年3月1日〜30日 14:00～16:50
- 2006年4月3日～2008年2月28日 13:00～17:00
- 2008年3月3日〜31日 13:00～16:55
- 2008年4月1日～2009年9月30日 13:30～17:00
- 2009年10月1日～2014年3月31日 13:30～16:00

## コーナー

### 現在のコーナー
- （月・火）ワンヴィレポートクイズ
- GEORGIA Dream Catcher
- メディカルQ
- （木）オバレボLeader's Club～天使の取り分～
- 資生堂ビューティーボックス（不定期）
- ハッピーバースデー（バースデーコール）
- デオデオeeカードおトクinfo

### 終了したコーナー
- ワンヴィClick&Choice
- ストリングポップス
- We can make MUSIC
- Hiroshima Access Network
- GEORGIA Break
- 虹色レシピ
- ゲンキッズ!ヤルキッズ!!ダイスキッズ!!!
- HFMブライダルプラザ
- オバレボ？ワールド！
- イブクロにGood Job!
- オバレボWith you!広島ネットワーク
- チョイわるおやじのためのしっと講座

## タイムテーブル
- 13:30 オープニング
- 13:55 快適生活ラジオショッピング

- 14:00 トラフィックインフォメーション
- 14:15 （月）Enjoy、みよっしー!【シリーズ 三次八見伝】
- 14:30 ヘッドラインニュース
- 14:34 （火）ひろしまこども夢財団★papamama smile club
- 14:50 メディカルQ
- 14:55 SUZUKI HOME SONGS

- 15:00 トラフィックインフォメーション
- 15:10

（火）HAPPY WEDDING
（水）オバレボ炎でほっとレシピ
（木）オバレボLeader's Club～天使の取り分～
- 15:40 GEORGIA Dream Catcher
- 15:55 ニュース＋ウェザーレポート

- 16:00 トラフィックインフォメーション

## 備考
- 番組ジングル（『Over The Rainbow～♪HFM～♪』など）はThe Indigoが歌っている。（2007年10月22日の放送で石澤が発言）
- 2008年4月からは彼ら以外のジングルも多用されている（「This is the radio station. HFM Over The Rainbow!!」など）。

## スタッフ
- 選曲者（MUSIC DIRECTOR）

星野文（あだ名：かんちゃん）
山口雅美･･･山口雅美のgogo la goo、ミラクルガールズのパーソナリティ。
中川真由美･･･水･木パーソナリティ
- AD

（月～水）スイミー…南田からはよく「すみれ」と本名で呼ばれている。
（木） リョータ

### かつてのスタッフ
- 選曲者（MUSIC DIRECTOR）

永富久之（月･火担当。あだ名：トミックス）
屋形英貴
池田桂子
- AD

ゆっぴ